# Eugen Wirsching

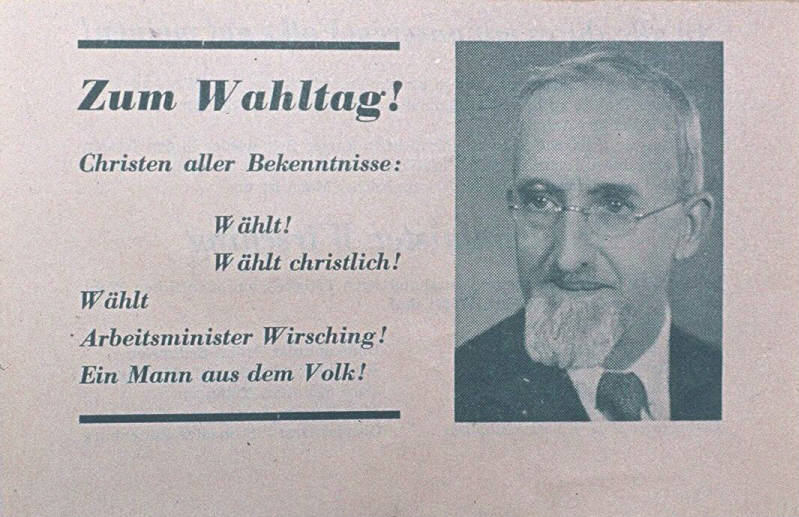
Eugen Wirsching auf einem Wahlplakat zur Bundestagswahl 1949

Carl Eugen Wirsching (* 29. November 1891 in Ulm; † 22. Oktober 1983 in Reutlingen) war ein deutscher Politiker der CDU.

## Leben und Beruf
Wirsching war von Beruf Gewerkschaftsangestellter. Zum 1. Mai 1933 trat er der NSDAP bei.

## Politik
Wirsching zählte nach dem Zweiten Weltkrieg zu den Gründern der CDU in Reutlingen. Er war seit 1946 Mitglied der Beratenden Landesversammlung und wurde 1947 in den Landtag von Württemberg-Hohenzollern gewählt, dem er bis 1952 angehörte. Am 8. Juli 1947 wurde er als Arbeitsminister in die von Staatspräsident Lorenz Bock geführte Regierung des Landes Württemberg-Hohenzollern berufen. Nach dem plötzlichen Tod Bocks gehörte er auch der von Ministerpräsident Gebhard Müller geleiteten Folgeregierung an. Nach dem Ausscheiden der DVP aus der Koalition wurden die Geschäfte des zuvor von Eberhard Wildermuth geleiteten Wirtschaftsministeriums zunächst von Ministerialdirigent Walter Mosthaf weitergeführt. Im Oktober 1949 übernahm Wirsching dann zusätzlich die Leitung des vakanten Ressorts. Mit der Gründung des Baden-Württembergs am 25. April 1952 endete seine Amtszeit als Minister. Von 1952 bis 1960 war er Mitglied des baden-württembergischen Landtages.

## Ehrungen
- 1956: Großes Verdienstkreuz mit Stern der Bundesrepublik Deutschland
- 1978: Verdienstorden des Landes Baden-Württemberg